# 渡辺幽香

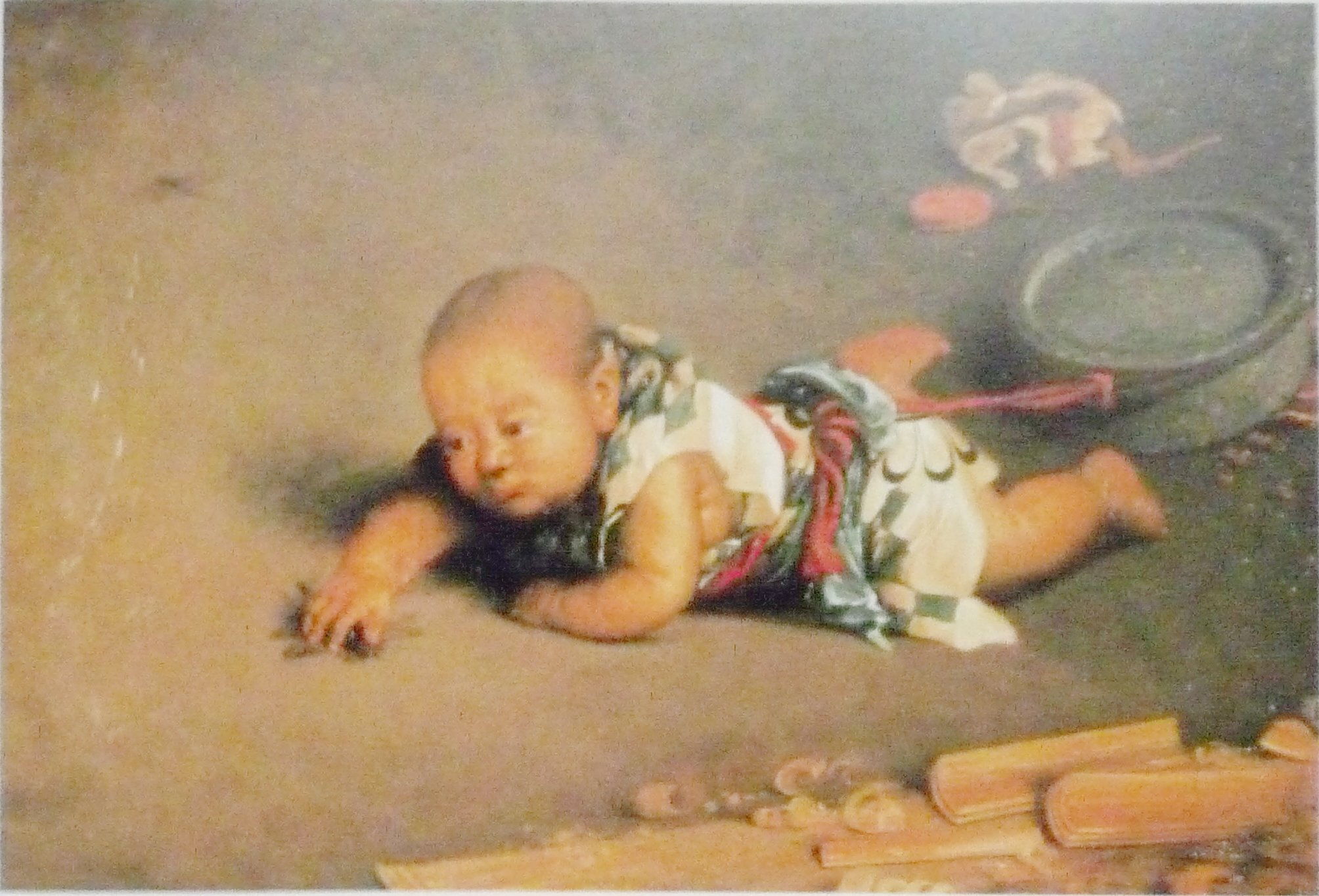
幼児図（1893年） 横浜美術館蔵

渡辺 幽香（わたなべ ゆうこう、1857年1月20日（安政3年12月25日） - 1942年（昭和17年）12月5日）は洋画家、版画家。幼名・たつ、本名・勇子。1882年（明治15年）頃から字を変えて「幽香」を号とする。明治9年（1876年）、同門の渡辺文三郎と結婚した事で渡辺姓を名乗る。
父は初世五姓田芳柳(長女)。兄に五姓田義松がいる。歴史学者黒板伸夫は縁戚（幽香の娘が、黒板の伯父の妻）。

## 略伝
江戸久留米藩邸内で生まれる。父親の工房で、兄義松から洋画を学ぶ。明治10年（1877年）、第1回内国勧業博覧会に油絵「人物図」「野州霧降滝図」出品し褒状を受け、明治23年（1890年）の第3回内国勧業博覧会でも「五姓田芳柳像」で褒状を受ける。
肖像画を多く描いたが、明治17、18年頃から版画に興味をもち、銅板師松田緑山に学んだ後、ビゴー風の西洋人好みの日本風俗を描いた版画集｢大日本帝国古今風俗寸陰漫稿｣（石版画、1886年）を緑山のもとで制作、外国人向けに販売する。その後も日本の風俗を描いた｢大日本風俗漫画｣（石版、銅版、1887年）や、｢日本かがみ｣（銅版、1887年）を発表する。また長年、華族女学校の画学教師を務めた。
1893年、シカゴ万国博覧会婦人館に「幼児図」を発表。臼に縛りつけられながらも蜻蛉を取ろうと這い出す、したたかな表情の赤子は、これから世界の舞台へ押し出そうとする新興国日本をはしなくも象徴している。

## 代表作
- 「眠る母子」 銅版画 1888年
- 「編物をする女」 銅版画 1888年
- 「犬を抱く女」 銅版画 1888年
- 「三味線を弾く女」 銅版画 1888年

| タイトル             | 制作年      | 技法・素材       | サイズ（cm） | 所蔵先         | 備考                                        |
| -------------------- | ----------- | ---------------- | ------------ | -------------- | ------------------------------------------- |
| 白衣婦人像           | 1883年      | 絹本著色         |              | 横浜美術館     |                                             |
| 五姓田芳柳像         | 1889年      | キャンバス・油彩 |              | 東京藝術大学   | 翌年の第3回内国勧業博覧会で褒状を受けた作品 |
| 幼児図               | 1893年      | キャンバス・油彩 |              | 横浜美術館     |                                             |
| 大礼服の渡辺文三郎像 | 1899-1900年 | キャンバス・油彩 |              | 横浜美術館     |                                             |
| 犬吠埼海岸           | 年代不詳    |                  | 36.2x70.5    | 東京国立博物館 |                                             |
| 植木棚の少女         |             | キャンバス・油彩 | 33.0x26.5    | 東京国立博物館 |                                             |
| 盛装婦人             |             |                  | 28.0x17.5    | 東京国立博物館 |                                             |

## 参考資料
- 高階秀爾監修 『絵画の明治 近代国家とイマジネーション』 毎日新聞社、1996年、ISBN 978-4-620-60508-1
- 古河歴史博物館編集発行 『二世五姓田芳柳の世界 －日本近代洋画の先駆け－』 2012年3月17日